# Gostei
Gostei es una freguesia portuguesa del municipio de Braganza, con 18,55 km² de área y 412 habitantes (2001). Densidad: 22,2 hab/km².

## Localización
Está situada en los caminos de las freguesias de: Castro de Avelãs y Nogueira, en la margen izquierda del río Sabor.

## Historia
La freguesia de Gostei está constituida por las aldeas de Castanheira, Formil e Gostei. La aldea de Gostei fue villa y sede del antigo municipio de Gostei, Formil e Castanheira. Tuvo la carta foral en 20 de junio de 1289 y fue extinto en el inicio del siglo XIX. Tenía apenas una freguesia en el año 1801 con 290 habitantes.

## Patrimonio
- Pelourinho de Gostei

- Datos: Q1538653
- Multimedia: Gostei / Q1538653